# Wacholderkernbeißer
Der Wacholderkernbeißer (Mycerobas carnipes) ist eine Art aus der Familie der Stieglitzartigen. Die Art kommt ausschließlich in Asien vor. Die IUCN ordnet den Wacholderkernbeißer als nicht gefährdete (least concern) Art ein. 

## Erscheinungsbild

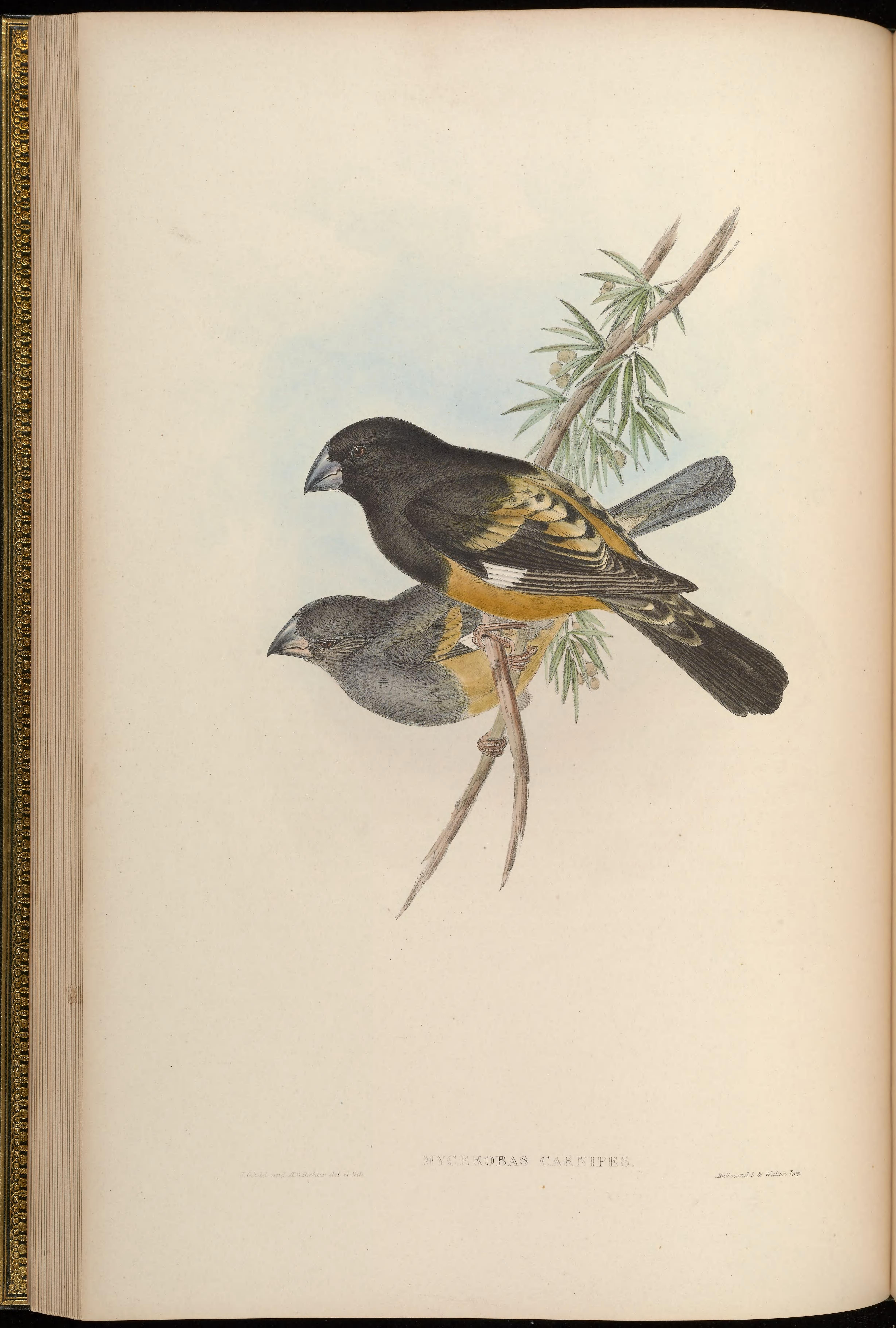
Wacholderkernbeißer, Illustration

Der Wacholderkernbeißer erreicht eine Körperlänge von 21 bis 23 Zentimetern. Wie beim Flecken-, Gold- und Gelbschenkel-Kernbeißer weist das Männchen an der Körperoberseite einen hohen Anteil an schwarzen Gefiederpartien auf. Anders als bei diesen Arten der Gattung Mycerobas weist das Wacholderkernbeißer-Männchen keine gelben Gefiederpartien auf. Bei ihm sind Bauch, Unter- und Oberschwanzdecken, der Bürzel sowie eine Binde auf den Flügeldecken olivgrün. Die Schwingen und die Schwanzfedern sind gleichfalls olivgrün gesäumt. Der Schnabel ist kernbeißertypisch wuchtig und kegelförmig. Die Schnabelfarbe ist silbrig grau. Auf beiden Seiten des Oberschnabels findet sich eine zahnartige Auskerbung.
Das Weibchen hat keine schwarzen Gefiederpartien. Bei ihr sind die Körperpartien, die beim Männchen schwarz gefärbt sind, grau. Das übrige Erscheinungsbild gleicht dem Männchen.

## Lebensweise
Das Verbreitungsgebiet des Wacholderkernbeißers erstreckt sich vom Nordosten des Irans über den Norden Afghanistans über den Himalaya bis in den Südwesten Chinas und den Süden der Mongolei. Der Wacholderkernbeißer ist eine ausgeprägte Hochgebirgsart. Er kommt überwiegend in Höhenlagen zwischen 2.500 und 4.000 Metern vor. 
Das Gelege umfasst zwei bis fünf Eier. Die Brutzeit beträgt 13 bis 15 Tage. Es brütet allein das Weibchen. Die Jungvögel sind erst nach 22 bis 25 Tagen flügge. Nach weiteren zwei bis drei Wochen sind sie vollständig selbständig.